# La Chorrera (Kolumbia)
La Chorrera – gmina w południowej Kolumbii, w departamencie Amazonas. Zajmuje powierzchnię 12 727 km². Według spisu ludności z 30 czerwca 2018 roku liczyło 2599 mieszkańców. 
W gminie funkcjonuje port lotniczy La Chorrera.